# Waterloo (Ontario)
Pour les articles homonymes, voir Waterloo (homonymie).
La ville de Waterloo, en Ontario, est la plus petite des trois villes de la Municipalité régionale de Waterloo, et est située à côté de la plus grande ville de Kitchener.
Kitchener et Waterloo sont souvent désignées conjointement comme Kitchener-Waterloo (KW), ou « les villes jumelles », bien qu'elles aient des administrations distinctes. Il y a eu plusieurs tentatives de fusionner les deux villes, mais aucune n'a été un succès.
Mais ce chiffre ne prend pas en compte les étudiants, estimés à plus de 20 000.

## Histoire

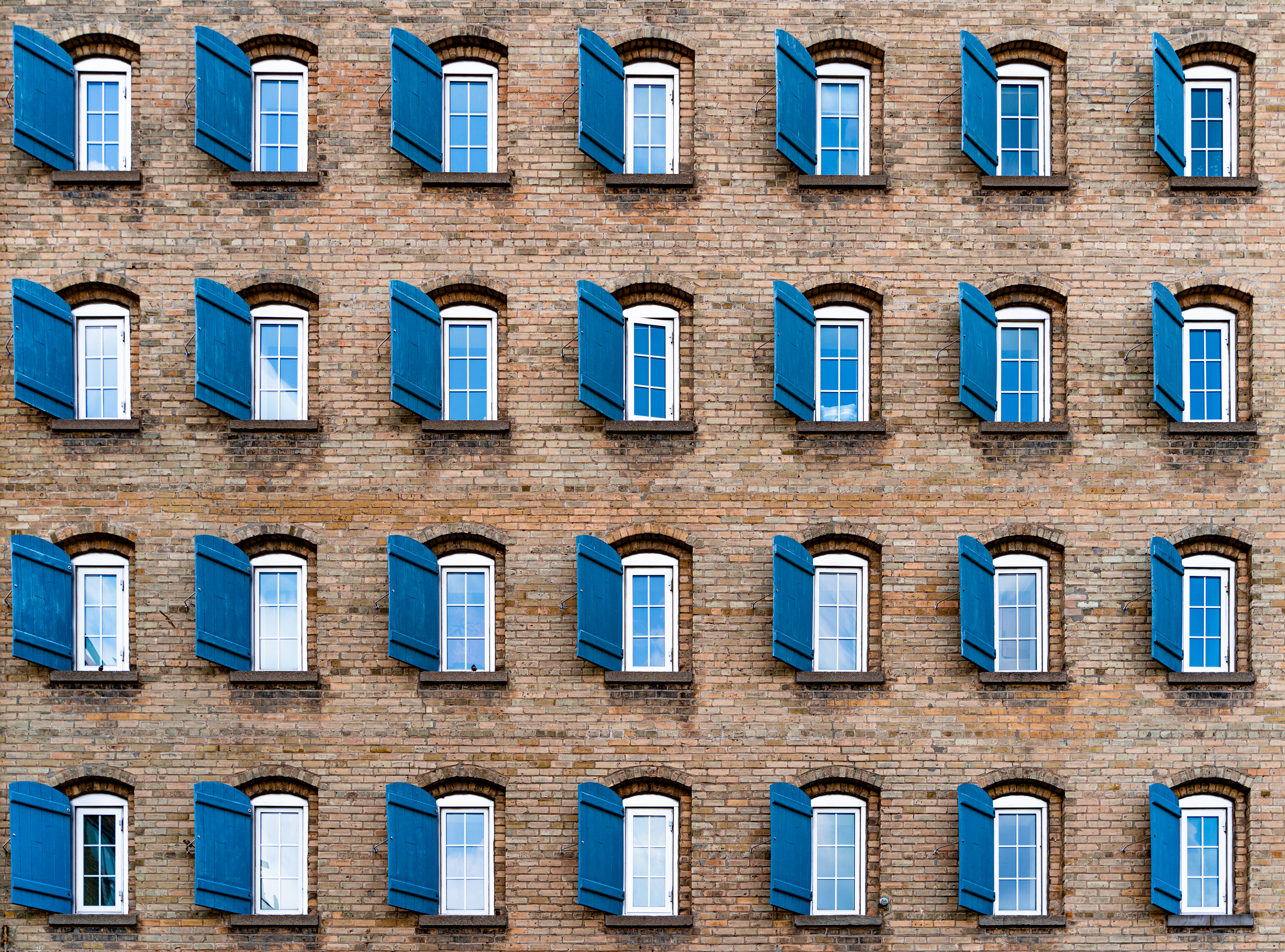
Ancien bâtiment de distillerie à Waterloo. Juin 2020.

Waterloo a été fondée en 1804 par des Mennonites de Pennsylvanie, dont Abraham Erb, considéré comme le fondateur de Waterloo parce que ses deux parcelles de terre ont composé le cœur de Waterloo. En 1816, on a baptisé la nouvelle ville Waterloo du nom de l'emplacement de la bataille célèbre en Europe l'année précédente. Dans les années 1840 le secteur était une destination populaire pour les colons allemands. Les Allemands se sont installés la plupart du temps dans le secteur au sud-est de Waterloo, qui en 1833 s'est appelé Berlin, plus tard renommé Kitchener par un référendum controversé, ayant pour cause le sentiment anti-allemand dû à la Première Guerre mondiale.

## Collèges et universités
Waterloo a deux universités canadiennes principales, l'Université de Waterloo, et l'Université Wilfrid Laurier. L'Université de Waterloo est célèbre pour son programme CO-OP basé sur une alternance de trimestres à l'université et en stage en entreprise. Cette université est en général bien placée dans le classement annuel de Maclean's des universités et collèges canadiens. Les réussites inattendues de l'Université de Waterloo ont contribué à l'implantation de plusieurs sociétés de pointe dans le domaine des sciences de l'ingénieur.
Waterloo est également l'emplacement d'un campus du Collège Conestoga.

## Démographie
| 2001   | 2006   | 2011   | 2016    |
| ------ | ------ | ------ | ------- |
| 86 543 | 97 475 | 98 780 | 104 986 |

## Administration
- Liste des maires de Waterloo (Ontario)

## Liens externes

Le Centre-ville de Waterloo.